# アリゾナ州の旗

アリゾナ州の旗

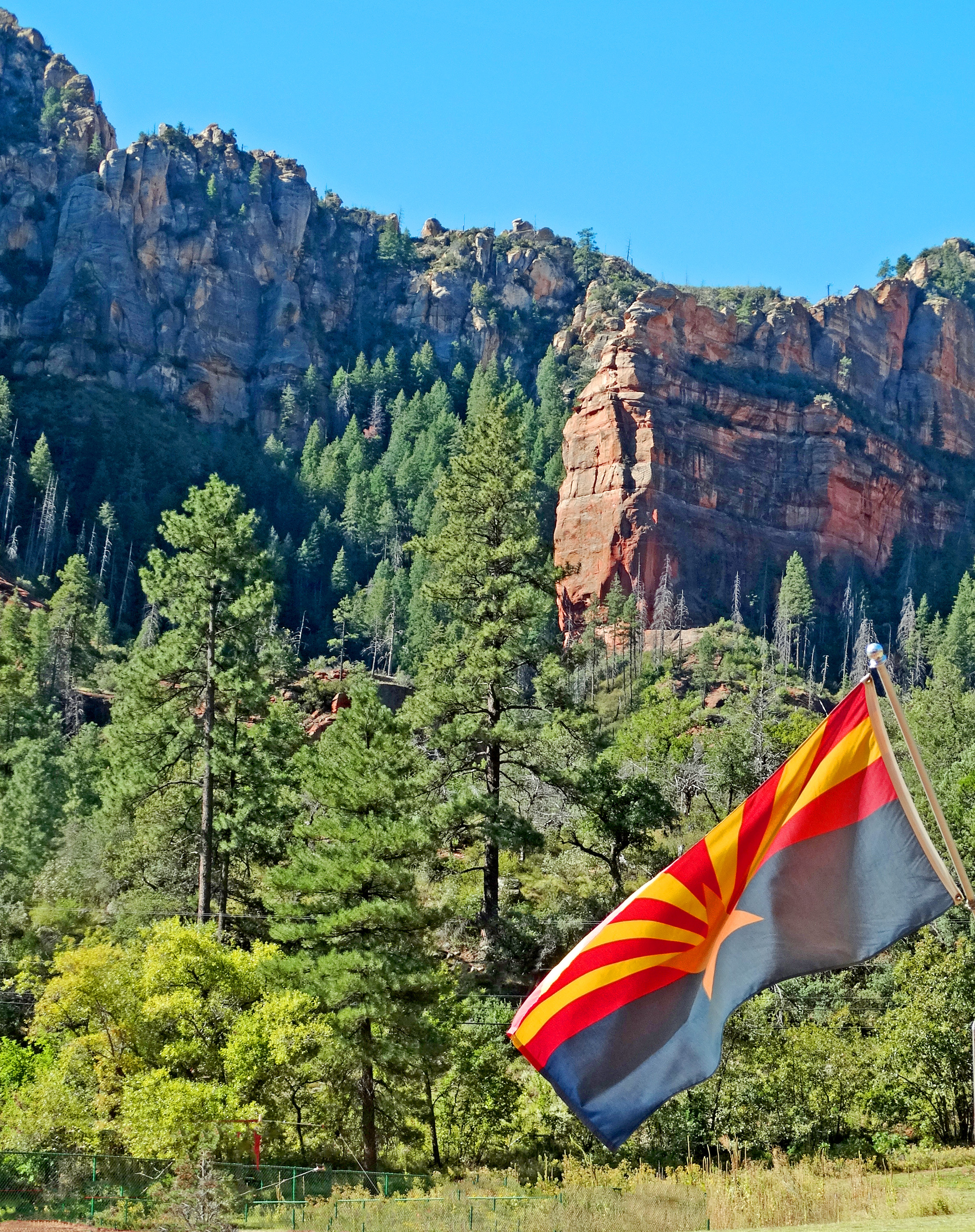
州旗(セドナの近くのスライドロック州立公園にて)

アリゾナ州の旗（アリゾナしゅうのはた）は、中央に星があり上部に赤と黄色の13本の光を放っている旗。13本の光は独立時の13州を示すと共に、アリゾナ州の伝説の日の入りを示す。オレンジ色の星は州の主要鉱物産業である銅を示す。1917年2月17日に制定された。